# Malubiting

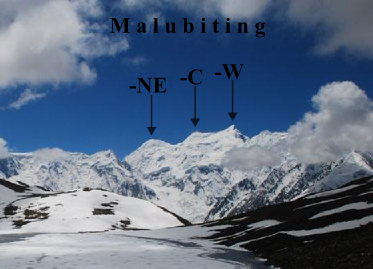
Malubiting severovýchodní (NE), střední (C) a hlavní vrchol (W) ze severu (od jezera Rash)

Malubiting (také Malubiting West) je hora vysoká 7 458 m n. m. nacházející se v pohoří Karákóram v Pákistánu. Je druhým nejvyšším vrcholem v pohoří Rakapóší a Haramóš.

## Prvovýstup
V letech 1955, 1959, 1968, 1969, 1970, 1971 proběhly neúspěšné pokusy o prvovýstup. Úspěšný prvovýstup se zdařil v roce 1971 rakouské expedici, kterou vedl Horst Schindlbacher.